# Сен-Пе-де-Бигор
Сен-Пе-де-Биго́р (фр. Saint-Pé-de-Bigorre, окс. Sent Pèr) — коммуна во Франции, находится в регионе Юг — Пиренеи. Департамент — Верхние Пиренеи. Административный центр кантона Сен-Пе-де-Бигор. Округ коммуны — Аржелес-Газост.
Код INSEE коммуны — 65395.

## География

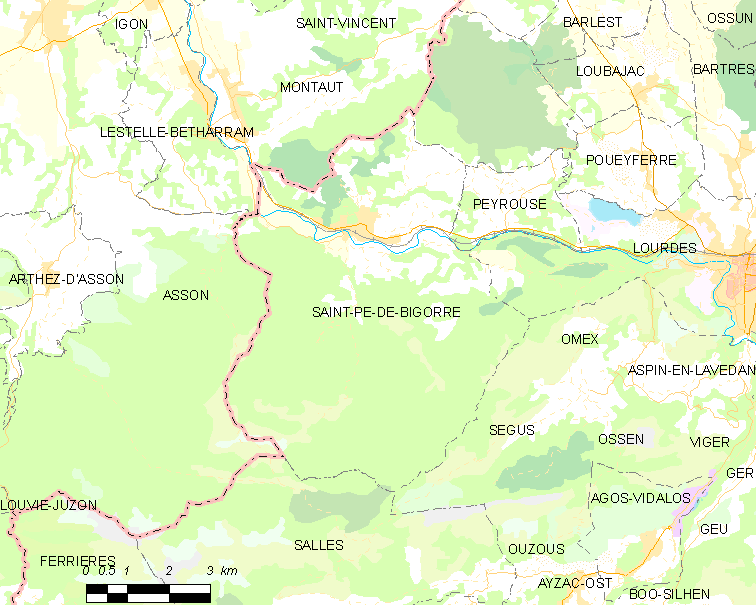
Карта коммуны

Коммуна расположена приблизительно в 670 км к югу от Парижа, в 145 км юго-западнее Тулузы, в 24 км к юго-западу от Тарба.
По территории коммуны протекает река Гав-де-По. Большую часть территории коммуны занимают леса.

## Климат
Климат умеренно-океанический с солнечной тёплой погодой и обильными осадками на протяжении практически всего года.

## Население
Население коммуны на 2010 год составляло 1257 человек.
| 1962 | 1968 | 1975 | 1982 | 1990 | 1999 | 2010 |
| ---- | ---- | ---- | ---- | ---- | ---- | ---- |
| 1482 | 1541 | 1569 | 1425 | 1296 | 1258 | 1257 |

## Администрация
| Период | Период | Фамилия          | Партия                    | Примечания                       |
| ------ | ------ | ---------------- | ------------------------- | -------------------------------- |
| 2001   | 2008   | Брюно Лепор      | Союз за народное движение | член генерального совета кантона |
| 2008   | 2020   | Жан-Клод Бокуэст | Радикальная левая партия  | член генерального совета кантона |

## Экономика
В 2010 году среди 717 человек трудоспособного возраста (15-64 лет) 501 были экономически активными, 216 — неактивными (показатель активности — 69,9 %, в 1999 году было 63,8 %). Из 501 активных жителей работали 424 человека (227 мужчин и 197 женщин), безработных было 77 (38 мужчин и 39 женщин). Среди 216 неактивных 49 человек были учениками или студентами, 80 — пенсионерами, 87 были неактивными по другим причинам.

## Достопримечательности
- Церковь Св. Петра (XI век). Исторический памятник с 1977 года[4]
- Бывшее духовное училище (XI век). Исторический памятник с 2008 года[5]
- Дом XVI века. Исторический памятник с 1935 года[6]
- Дом XV века. Исторический памятник с 1996 года[7]
- Пещера Бетаррам[фр.]

## Фотогалерея

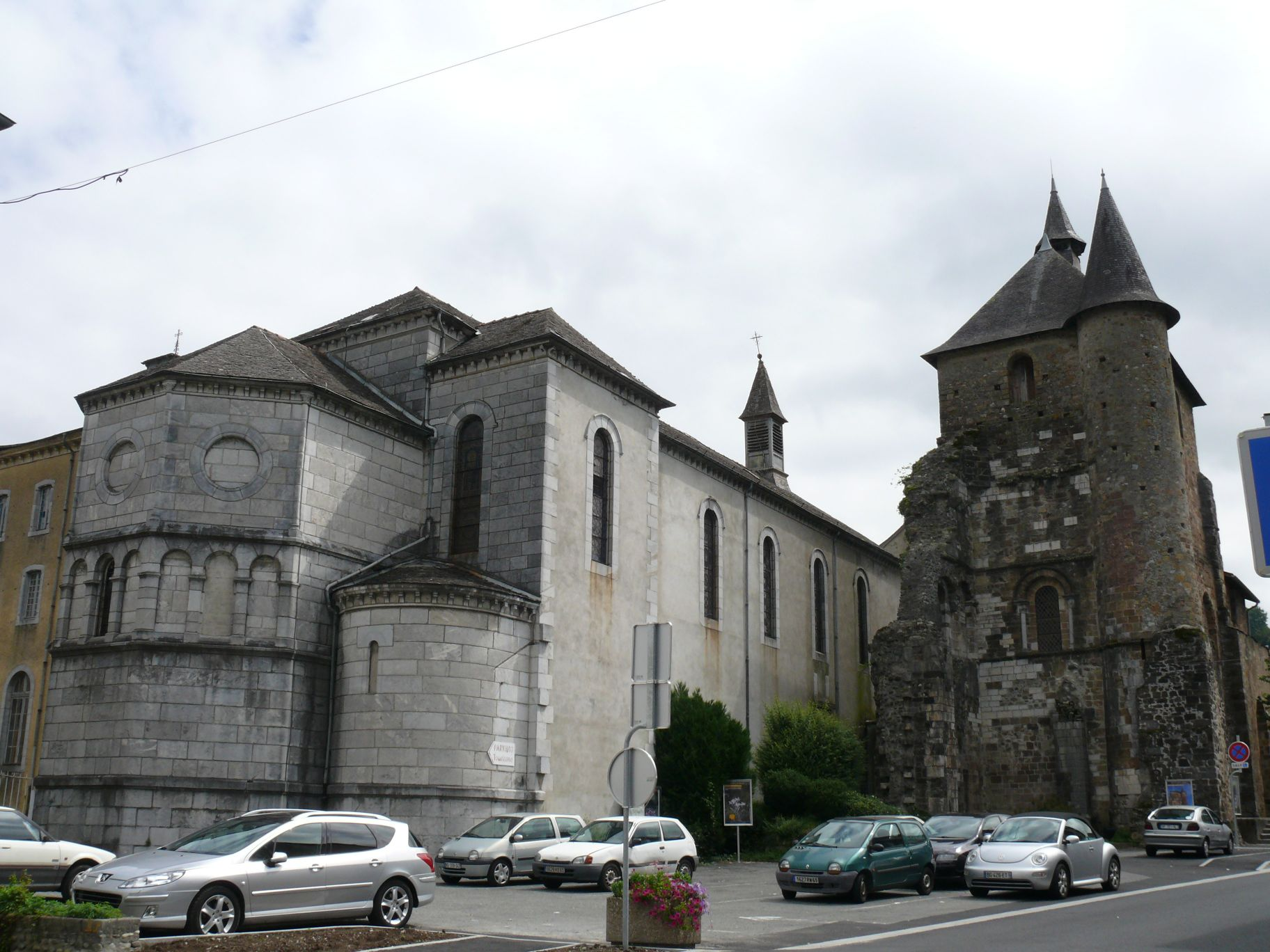
Церковь Св. Петра
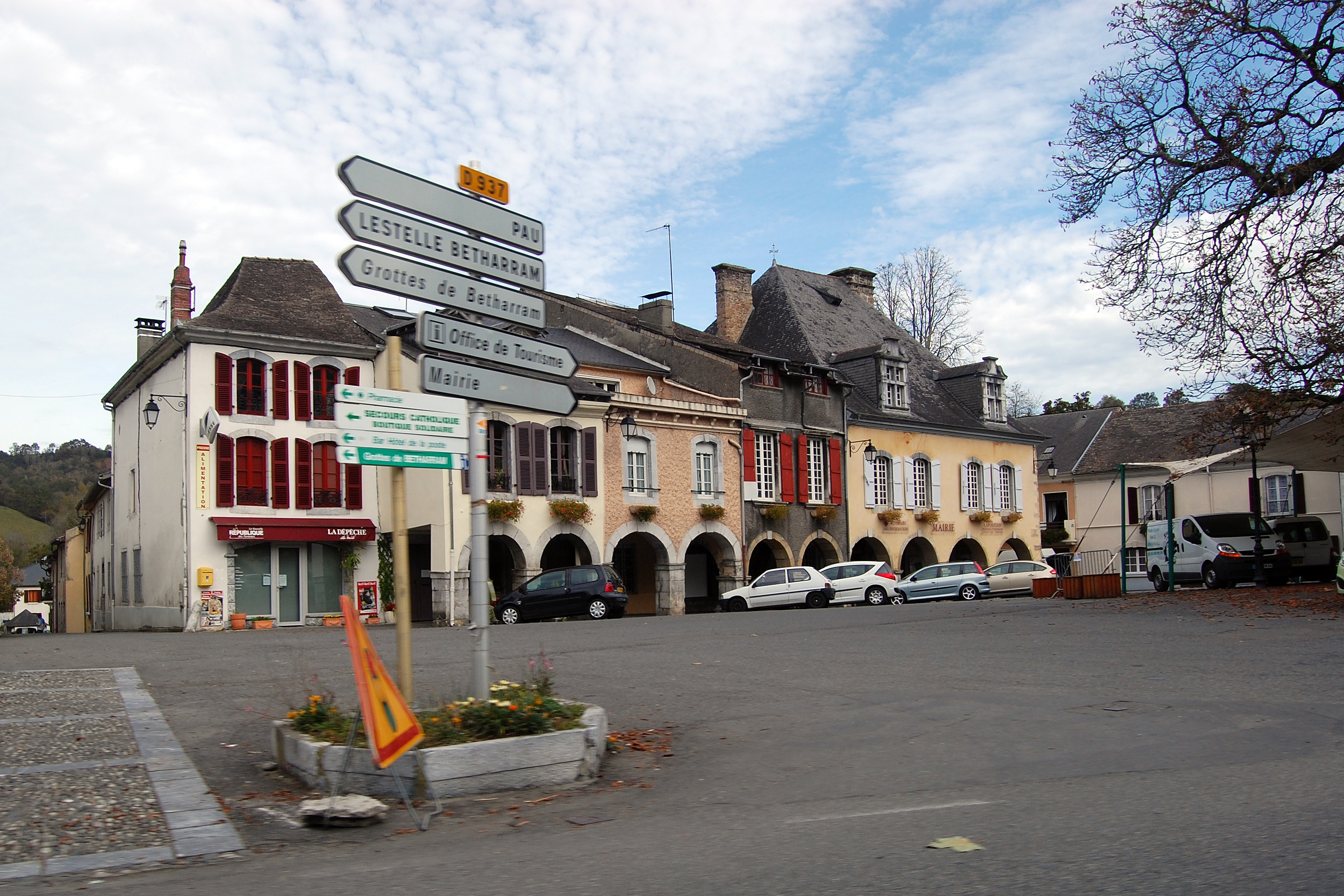
Мэрия
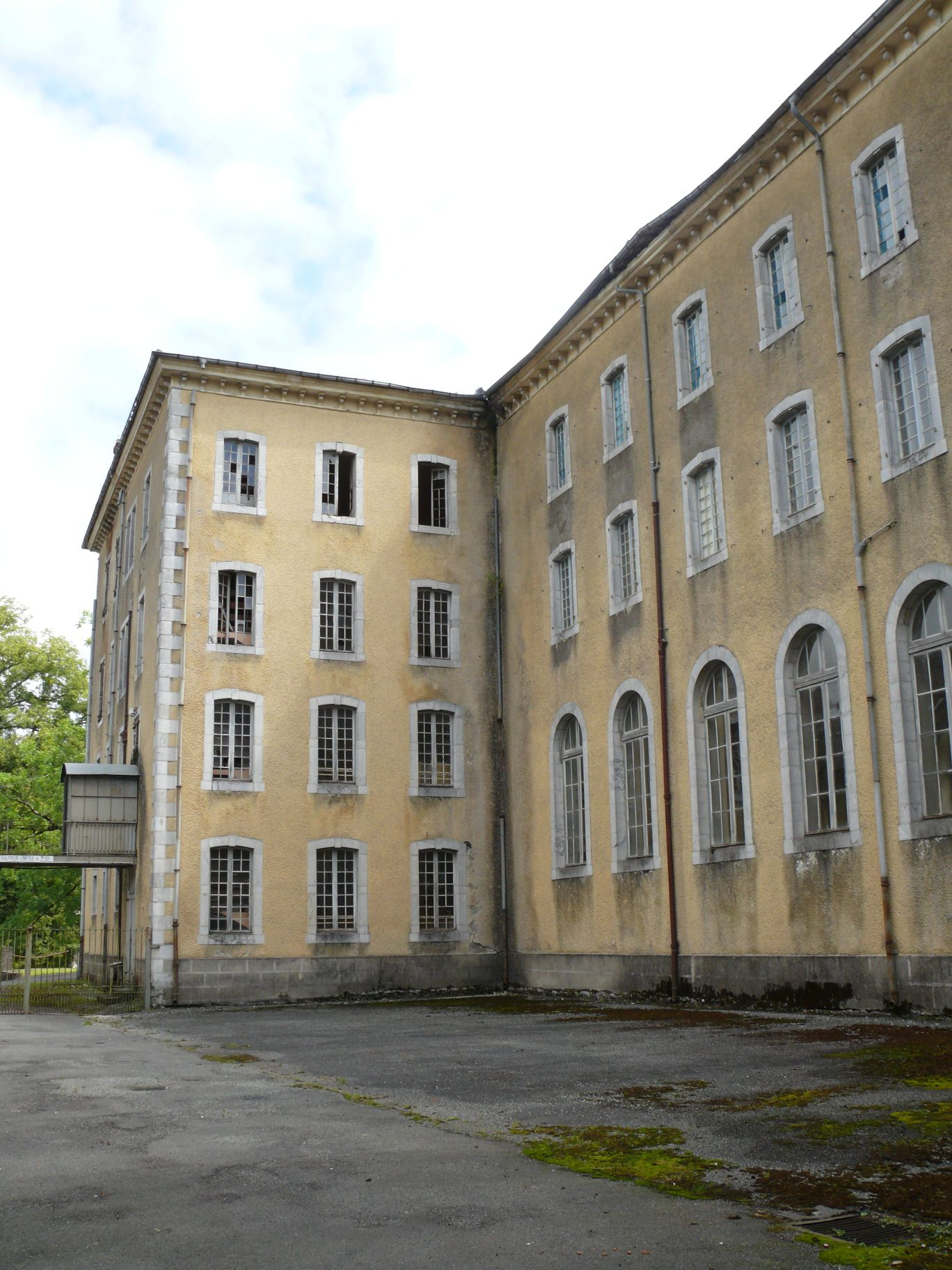
Духовное училище
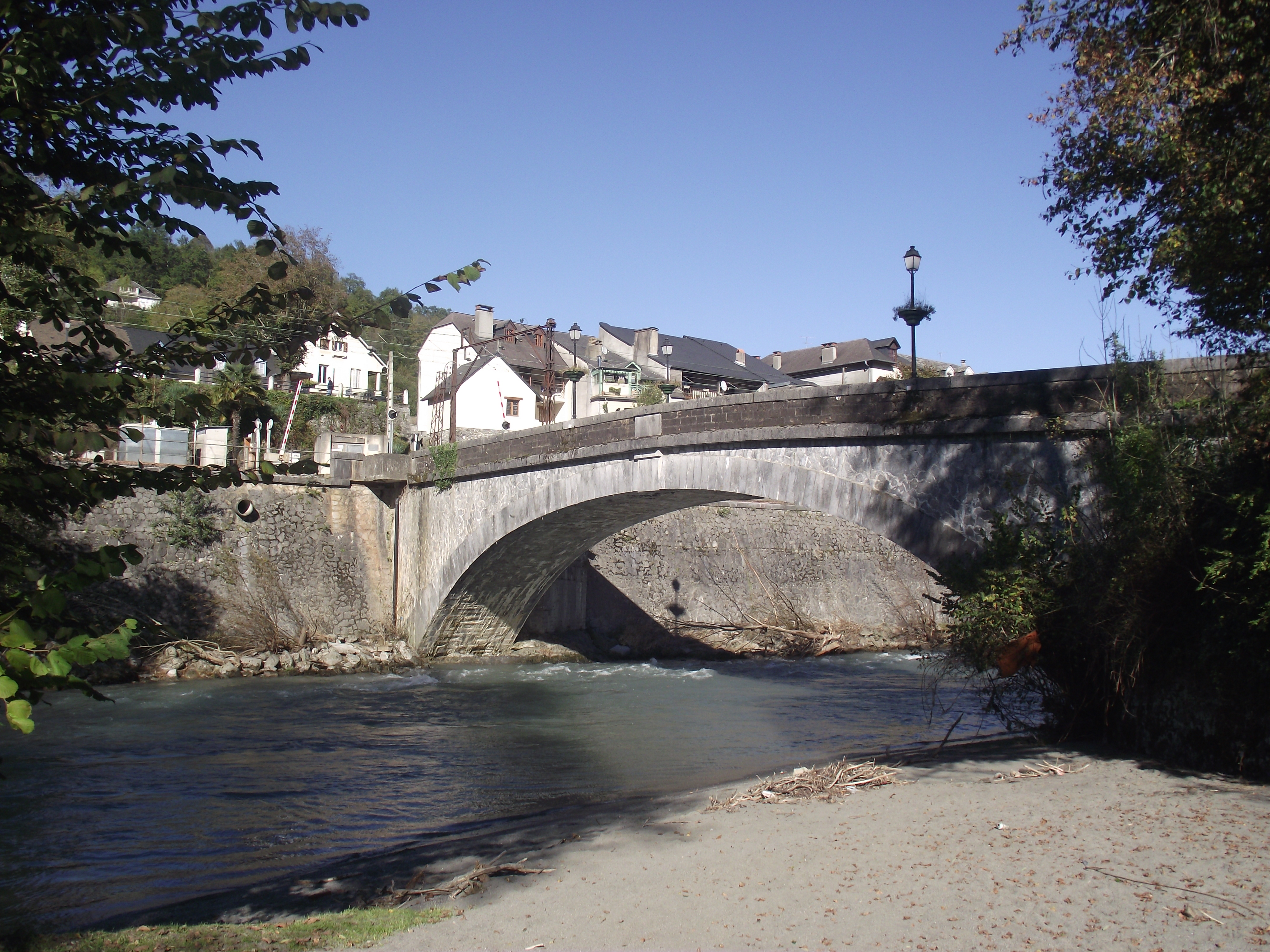
Мост через реку Гав-де-По
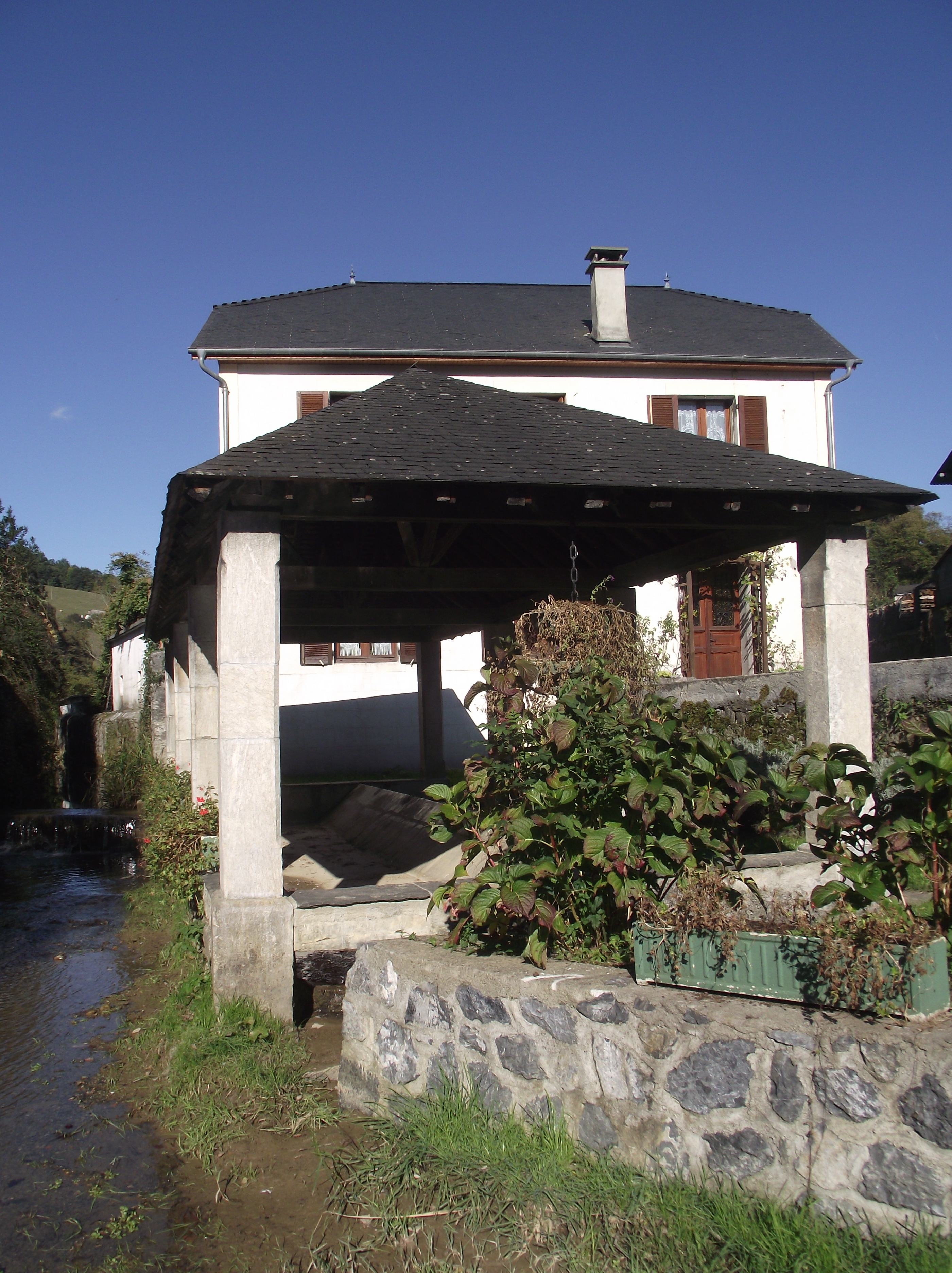
Общественная прачечная
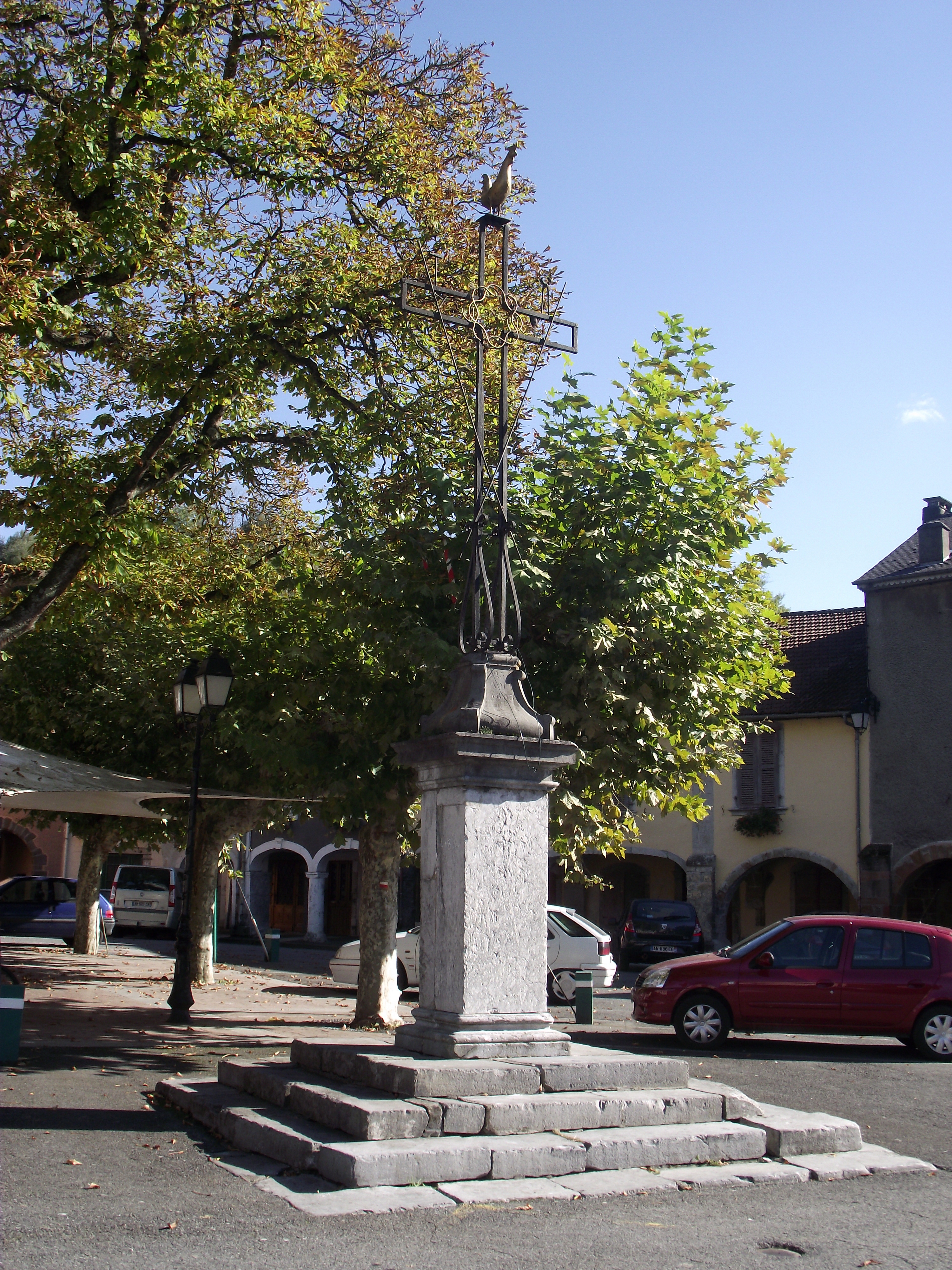
Крест
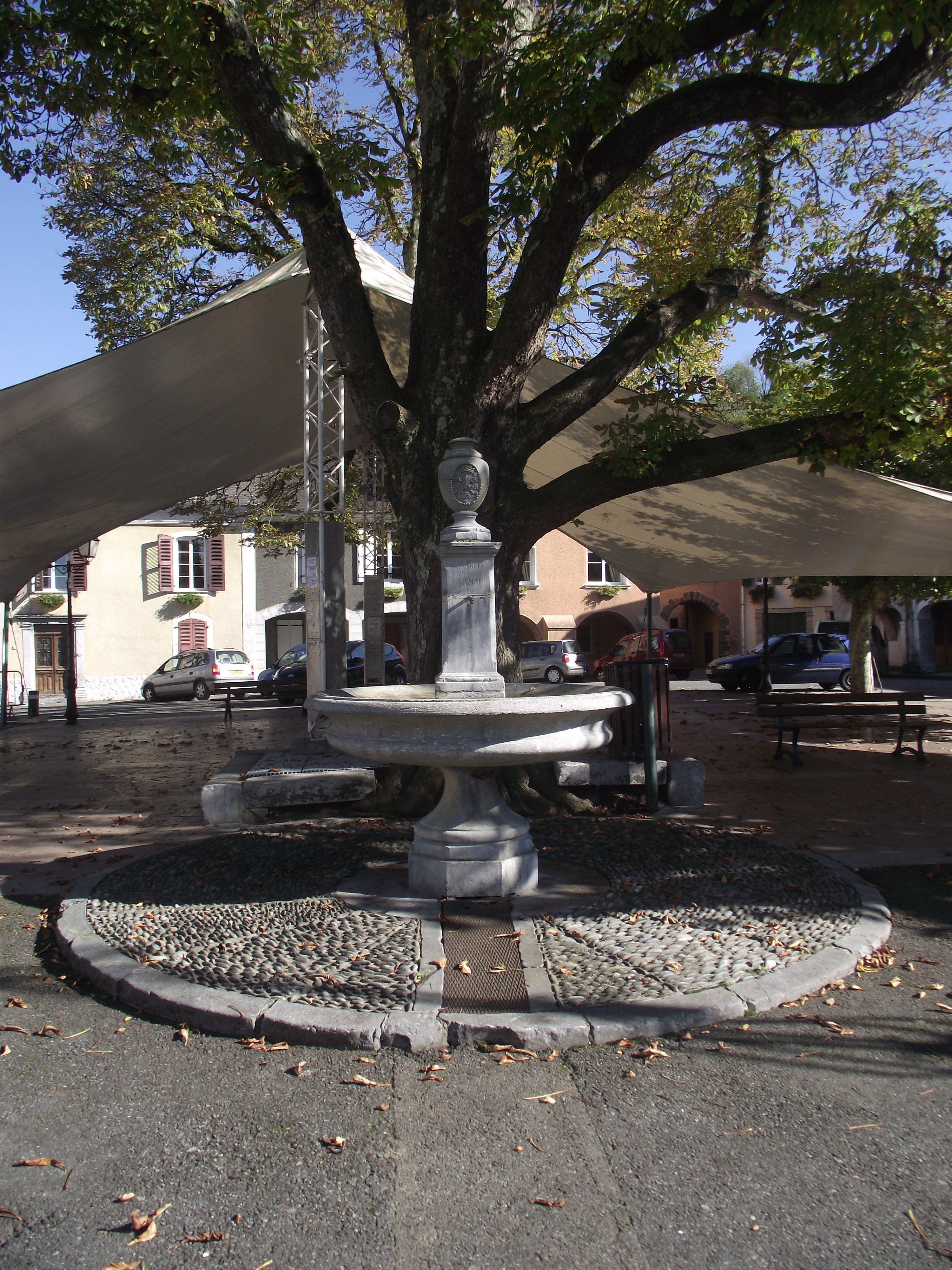
Фонтан